# Millî Küme
Millî Küme (u prijevodu s turskog "Nacionalna liga") je bilo nogometno ligaško natjecanje u Turskoj, održavano od 1937. do 1950. godine. U ligi su sudjelovali klubovi iz nogometnih prvenstava Istanbula, Ankare i İzmira, a igrana je nakon odigranih gradskih prvenstava. 
 Klubovi iz Ankare su igali utakmice na stadionu "19 Mayis", iz Istanbula na "Taksim", a iz İzmira na "Alsancak ". 
 
Nogometni klubovi u Turskoj su do 1950.-ih bili amaterski, a prva profesionalna liga je igrana u Istanbulu za sezonu 1951./52. 

Uz naziv "Millî Küme", liga je igrana i pod nazivima "Maarif Kupası", te "Millî Eğitim Kupası". 
 
Najuspješnija momčad je "Fenerbahçe" iz Istanbula sa šest naslova.

## Prvaci i doprvaci
| sezona              | klubova     | prvak       | doprvak          |
| Millî Küme          | Millî Küme  | Millî Küme  | Millî Küme       |
| ------------------- | ----------- | ----------- | ---------------- |
| 1937.               | 8           | Fenerbahçe  | Galatasaray      |
| 1938.               | 8           | Güneş       | Beşiktaş         |
| 1939.               | 8           | Galatasaray | Ankara Demirspor |
| 1940.               | 8           | Fenerbahçe  | Galatasaray      |
| 1941.               | 10          | Beşiktaş    | Galatasaray      |
| 1942.               | nije igrano | nije igrano | nije igrano      |
|                     |             |             |                  |
| Maarif Kupası       |             |             |                  |
| 1943.               | 8           | Fenerbahçe  | Galatasaray      |
| 1944.               | 8           | Beşiktaş    | Fenerbahçe       |
|                     |             |             |                  |
| Millî Eğitim Kupası |             |             |                  |
| 1945.               | 8           | Fenerbahçe  | Beşiktaş         |
| 1946.               | 6           | Fenerbahçe  | Beşiktaş         |
| 1947.               | 8           | Beşiktaş    | Fenerbahçe       |
| 1948.               | nije igrano | nije igrano | nije igrano      |
| 1949.               | nije igrano | nije igrano | nije igrano      |
| 1950.               | 8           | Fenerbahçe  | Galatasaray      |

### Klubovi po uspješnosti
| klub             | grad     | prvak | doprvak |
| ---------------- | -------- | ----- | ------- |
| Fenerbahçe       | Istanbul | 6     | 2       |
| Beşiktaş         | Istanbul | 3     | 3       |
| Galatasaray      | Istanbul | 1     | 5       |
| Güneş            | Istanbul | 1     |         |
| Ankara Demirspor | Ankara   |       | 1       |

## Sudionici (1937. – 1950.)
| - Ankara - Ankara Demirspor - Gençlerbirliği - Harbokulu ↓HAO - Maskespor - MKE Ankaragücü ↓MKEA - Muhafızgücü - Uçaksavar | - Istanbul - Beykoz 1908 ↓BEY - Beşiktaş - Fenerbahçe - Galatasaray - Güneş ↓GUN - İstanbulspor - Vefa | - İzmir - Altay ↓ALT - Altınordu - Doğanspor - Göztepe ↓GOZ - İzmirspor ↓IZM - Karşıyaka - Kayagücü ↓KAY - Üçok | ostali gradovi - Eskişehir - Eskişehir Demirspor |

↑MKEA  MKE Ankaragücü također i kao Ankaragücü, AS-FA Gücü, AS-FA Ankaragücü 

↑HAO  Harbokulu također i kao Harp Okulu , Harbiye 

↑BEY  Beykoz 1908 također i kao Beykozspor, Beykoz 

↑GUN  Güneş također i kao Güneşspor Kulübu 

↑ALT  Altay također i kao Alsancak 

↑GOZ  Göztepe također i kao UDV Göztepe 

↑IZM  İzmirspor također i kao Ateşspor 

↑KAY  Kayagücü također i kao Karagücü

## Poveznice
- Süper Lig
- Federacijski kup
- Turski nogometni savez